# Црвени крст (Ниш)
Црвени крст је градска четврт Ниша, у Нишавском управном округу. Административно припада истоименој градској општини.

## Географија
Црвени крст је смештен северозападно од центра града, на десној обали Нишаве. Јужно се налазе насеља Шљака и Београд мала, као и Нишка тврђава, северно насеља Ратко Јовић и Бранко Бјеговић, источно насеље Пантелеј, а југоисточно насеље Јагодин мала.
У насељу се налази музеј "12. фебруар" где се налази нацистички логор током Другог светског рата.

## Саобраћај
До насеља се може доћи градским линијама (од којих све имају по више стајалишта у насељу): Насеље Ратко Јовић—Брзи Брод, Калач брдо—Сарајевска, Насеље Бранко Бјеговић—Трг Краља Александра, Доњи Комрен—Његошева и кружном линијом Аеродром—Аутобуска станица—Железничка станица; као и свим приградским линијама (од којих неке имају по више стајалишта у насељу). Кроз Црвени крст се протеже железничка пруга која има станицу у насељу. Међународни пут на деоници од Ниша до Црвеног Крста урађен је коцком још 1936.

## Образовање
У насељу се налазе бројне средње техничке школе и факултети: Машинско-техничка школа „15. мај“, саобраћајна школа „12. фебруар“, грађевинска школа „Неимар“, електротехничка школа „Никола Тесла“, машински и електронски факултет и студентски дом.